# Kyle Shiloh
Kyle Brandon Shiloh (Bakersfield, 29 luglio 1985) è un ex cestista statunitense, professionista nella NBDL e in Europa.

## Carriera

### High school e college
Ha giocato per quattro anni alla Garces Memorial High School; successivamente ha giocato per quattro anni in NCAA a Nevada University, dove in 123 partite ha tenuto medie di 6,7 punti, 2,4 rimbalzi, 2,4 assist ed 1,1 palle recuperate di medie a partita.

### Professionista
Si è dichiarato eleggibile per il Draft NBA 2007, nel quale non è stato selezionato da nessuna squadra; ha trascorso la stagione 2007-2008 ai finlandesi del Korihait, con cui in 39 partite giocate ha tenuto medie di 17,7 punti, 7,1 rimbalzi, 1,7 assist e 2 palle recuperate a partita. Nella stagione 2008-2009 ha segnato 5 punti in altrettante partite con i Reno Bighorns in NBDL, per poi essere svincolato l'8 dicembre 2008 e rimanere inattivo per il resto della stagione.
Trascorre la stagione 2009-2010 al Kouvot Kouvola, in Finlandia; gioca 53 partite, tenendo medie di 17,5 punti e 5,7 rimbalzi a partita.
Nella stagione 2010-2011 ha giocato a Saint-Vallierm nella seconda divisione francese, dove in 34 partite ha segnato 13,2 punti di media a gara; anche nella 2011-2012 ha giocato a Saint-Vallier, dove ha tenuto medie di 13,5 punti, 5,1 rimbalzi, 3,9 assist ed 1,9 palle recuperate a partita in 34 gare giocate. L'anno successivo si è accasato in Romania al Gaz Metan, dove ha giocato per due anni consecutivi ed ha vinto la Coppa di Romania nel 2013. Nella stagione 2013-2014 ha anche giocato 11 partite in Eurochallenge (competizione in cui aveva giocato anche l'anno precedente), segnando 14,5 punti di media a partita nella competizione; è stato inserito nel secondo miglior quintetto dell'EuroChallenge, di cui è stato anche l'ottavo miglior marcatore assoluto. Successivamente è passato allo Czarni Slupsk, squadra del campionato polacco.

## Palmarès

### Squadra
- Campionato finlandese: 1

Kouvot Kouvola: 2015-16
- Coppa di Romania: 1

Gaz Metan: 2013

### Individuale
- Second team All-EuroChallenge (2013-2014)